# Stenoma mistrella
Stenoma mistrella es una especie de polilla del género Stenoma, orden Lepidoptera.
Fue descrita científicamente por Busck en 1907.

## Distribución
Stenoma mistrella habita en el continente de América, en los Estados Unidos.